# Parfumerija Fragonard
Parfumerija Fragonard je ena najstarejših parfumerij v Grassu (Azurna obala, Francija). Stoji v središču mesta.
Leta 1926 jo je ustanovil nekdanji pariški notar Eugène Fuchs v eni najstarejših tovarn v mestu, ki jo je prvotno zgradil parfumer Claude Mottet leta 1841. Podjetje je poimenovano po velikem lokalnem slikarju Jeanu-Honoréju Fragonardu, sam sin mojstra parfumerja na dvoru.
Fragonard je svoj prvi pariški butik odprl leta 1936, potem ko je predstavil dva uspešna parfuma.
Podjetje ima v Parizu tudi brezplačni muzej, Musée du Parfum, ki predstavlja redke predmete, ki že več kot 5000 let obujajo zgodovino parfumerije.

## Znameniti parfumi
- Billet Doux (1930)
- Moment Volé (1930)
- Eau de Hongrie (nova izdaja): Madžarska voda (včasih imenovana kraljica madžarske vode[1], Eau de la Reine de Hongary ali rožmarinov alkohol) je bil eden prvih parfumov na osnovi alkohola v Evropi, narejen predvsem z rožmarinom. Najstarejši ohranjeni recepti zahtevajo destilacijo svežega rožmarina in timijana z alkoholom, medtem ko poznejše formule vsebujejo vino, sivko, meto, žajbelj, majaron, Saussurea costus (vrsta kosmatulje), pomarančni cvet in limono.
- Belle de Nuit (1946)
- Soleil (1995)